# Věž Hláska (Roudnice nad Labem)
Věž Hláska je zděná věž v centru Roudnice nad Labem. Od roku 1964 je chráněna jako kulturní památka.

## Historie
Tato věž je jediným dochovaným pozůstatkem původního městského opevnění. Byla vystavěna na vyvýšeném místě při přestavbě původní dřevěné hradby na zděnou hradbu s městskými branami po roce 1378. V rámci opevnění sloužila jako pozorovací a ohlašovací věž. Roku 1665 byla při velkém požáru města téměř zničena. V 18. století byla věž rekonstruována a sloužila jako vodárna.

## Zajímavosti
Věž je jedinou dochovanou součástí opevnění města Roudnice nad Labem. Z vrcholu věže lze vidět celé město včetně jeho dominanty – lobkovického zámku.

## Výhled

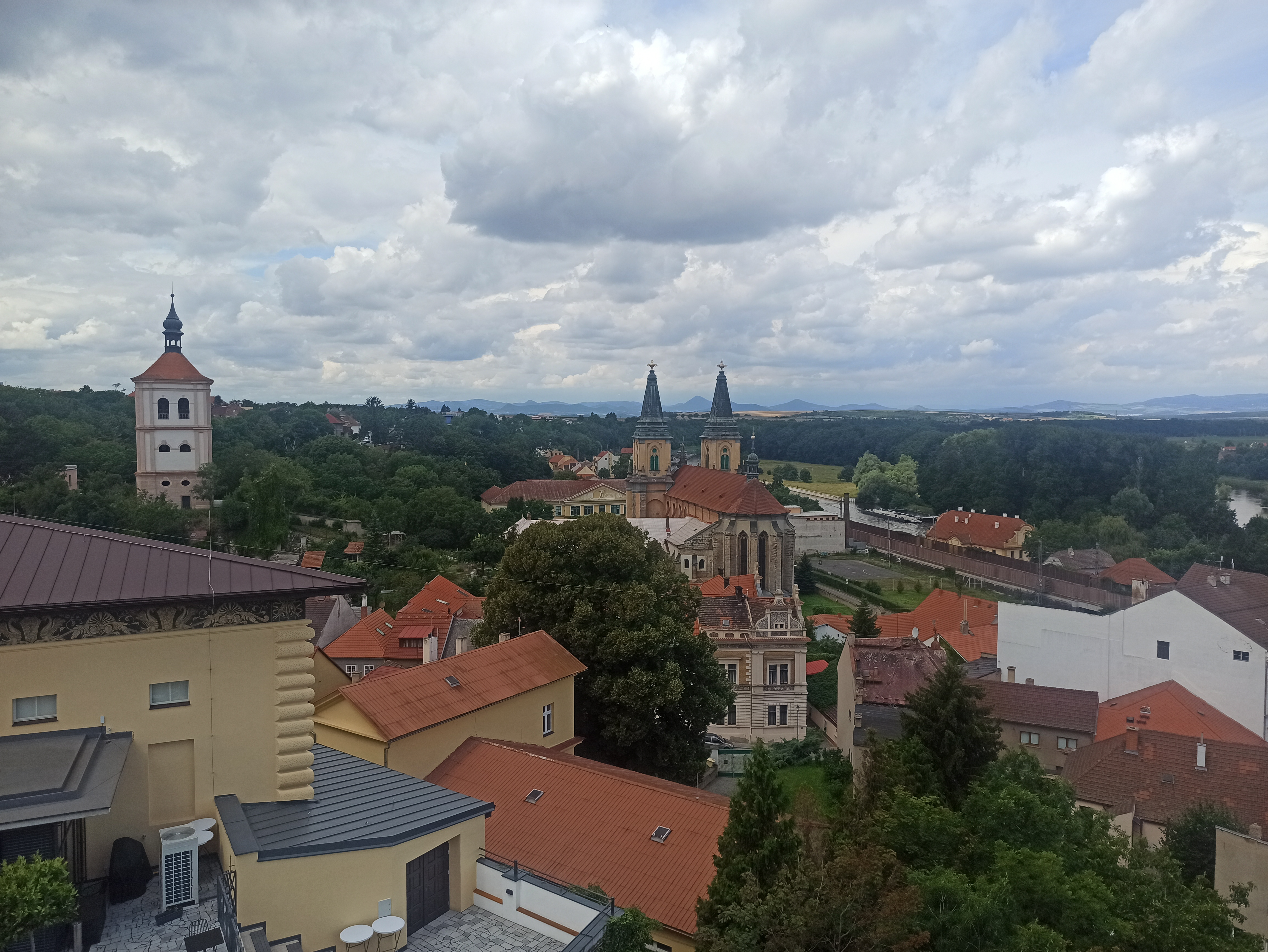
Výhled směrem na západ
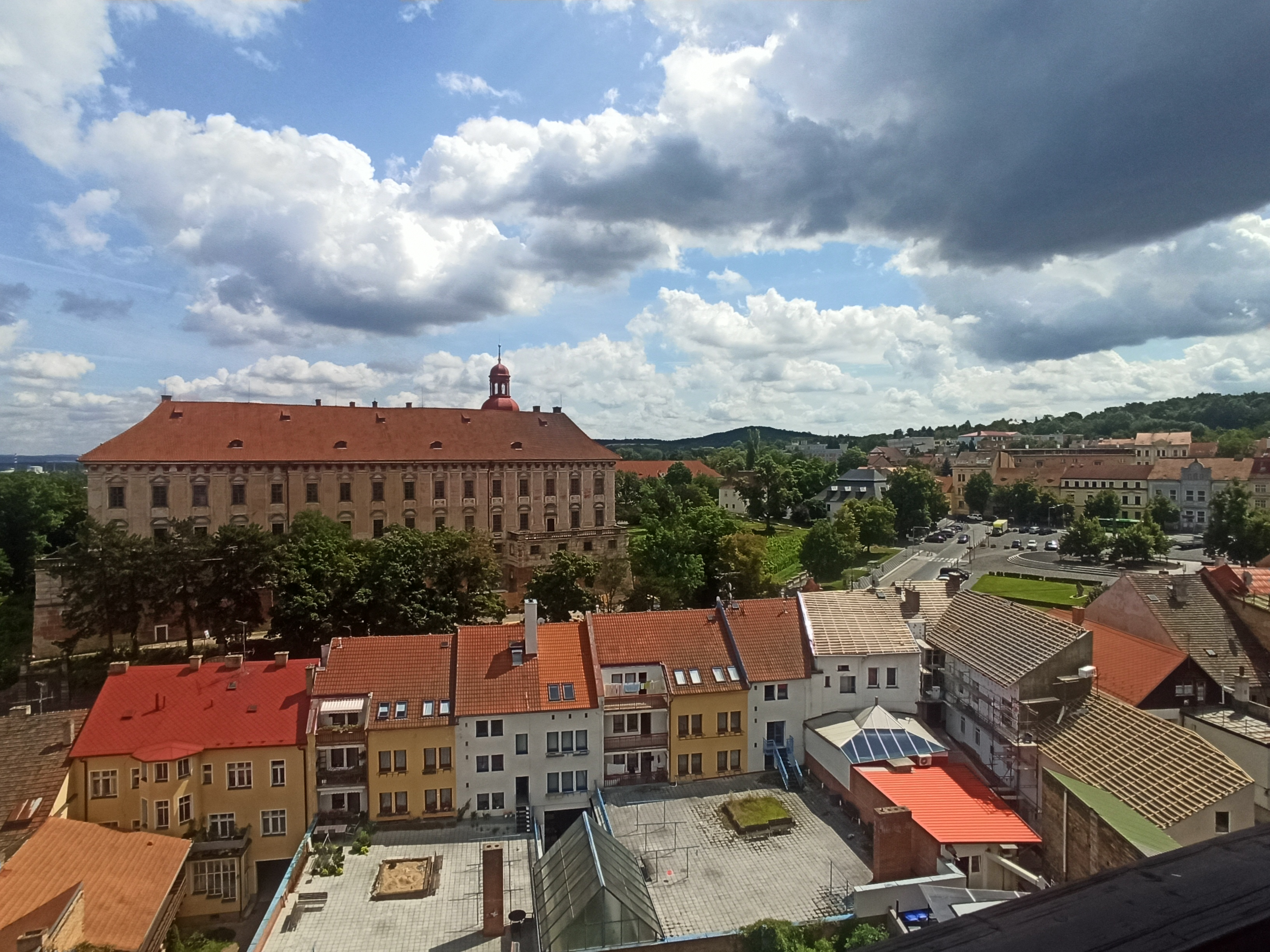
Výhled směrem na východ